# Justyn Szaflarski
Justyn Szaflarski OFM (ur. 14 lutego 1821 w Nowym Targu, zm. 13 listopada 1901 we Lwowie) – polski duchowny rzymskokatolicki zakonu bernardynów.

## Życiorys
Urodził się 14 lutego 1821 w Nowym Targu. W rodzinnym mieście ukończył szkoły ludowe. Został absolwentem gimnazjum w Podolińcu. W 1843 wstąpił do zakonu bernardynów w klasztorze w Leżajsku. Ukończył kształcenie filozoficzne w Tarnopolu oraz studia na Wydziale Teologicznym Uniwersytetu Lwowskiego. W 1847 otrzymał sakrament święceń.
W trakcie swojej posługi kapłańskiej pełnił funkcje wikariusza, gwardiana, definitora, kustosza, komisarza, wizytatora i prowincjała prowincji ojców bernardynów, a także był kaznodzieją generalnym. Pracował jako przełożony klasztorów w Gwoźdźcu, Samborze, Lwowie, Sokalu, od 1885 w parafii Wniebowzięcia Najświętszej Maryi Panny w Rzeszowie oraz pod koniec lat 90. w Krakowie. Był proboszczem największej parafii we Lwowie pod wezwaniem św. Andrzeja. Dwukrotnie zostawał prowincjałem zakonu (od 31 maja 1879 do 1882). 15 września 1885 wybrany kustoszem prowincji lwowskiej. W 1897 obchodził sekundycję kapłańską.
W 1847 w więzieniu koszar na Żółkowskiem odwiedzał i wspierał osadzonych tam Polaków. Jego osobę opisywał Jan Lam (m.in. w dziele pt. Z dni trwogi).
Zmarł 13 listopada 1901 we Lwowie. Został pochowany na Cmentarzu Łyczakowskim we Lwowie.